# BWV 1020
La Sonata in sol minore per violino e clavicembalo (classificata per violino ma solitamente eseguita con il flauto traverso) è una sonata in tre movimenti inizialmente attribuita a Johann Sebastian Bach (BWV 1020). Durante il XX secolo la sua attribuzione è stata spostata in favore del figlio Carl Philipp Emanuel Bach (H 542.5), seppure la questione rimanga controversa tra gli studiosi. Friedrich Wilhelm Rust attribuì con certezza la paternità dell'opera a Johann Sebastian, così anche Philipp Spitta seppur sollevando qualche dubbio. Wolfgang Schmieder, contrariamente, cataloga la composizione nel suo Bach-Werke-Verzeichnis come scritta da Carl Philipp Emanuel.
Oltre all'autore, risulta controverso anche l'organico della composizione, che riporta come titolo "per violino e cembalo obbligato" (für Violine und obligates Cembalo) sebbene a detta degli studiosi si presti meglio ad essere eseguita al flauto traverso piuttosto che al violino, in quanto il registro della quarta corda è inutilizzato. Non di rado si trovano esecuzioni anche per altri strumenti come oboe al posto del violino, e arpa (o pianoforte) al posto del clavicembalo.
La sonata è suddivisa in tre movimenti:
- Allegro (a volte senza tempo[1][2])
- Adagio
- Allegro